# Стальной блестящий скворец
Стальной блестящий скворец (лат. Lamprotornis chalybaeus) — вид птиц семейства скворцовых. Выделяют четыре подвида. Распространены в Центральной и Восточной Африке.

## Описание
Стальной блестящий скворец достигает длины 21,5—24 см и массы от 66 до 196 г. Половой диморфизм не выражен. Взрослые особи номинативного подвида имеют преимущественно сене-зелёную окраску оперения с характерным радужным металлическим отблеском. Кроющие перья крыльев с чёрными кончиками. Брюхо фиолетово-синее. Хвост относительно короткий. Радужная оболочка жёлтая или оранжевая, иногда красная. Клюв и ноги чёрные. Продолжительность жизни достигает 12 лет.

## Биология

### Питание
Стальной блестящий скворец питается насекомыми и плодами.

### Размножение
Сезон размножения сильно различается в зависимости от региона: на северо-западе и центре ареала продолжается с июня по октябрь, на северо-востоке — с марта по июль и с августа по январь на востоке и юге Африки. Гнездо располагается преимущественно на высоте от 2 до 4 м от земли, но также может быть выше и ниже в зависимости от региона. Гнёзда устраивают в закрытых местах — дуплах, трещинах в скалах. В населённых пунктах — под балконами и крышами. В кладке обычно 2—5 гладких, голубых или сине-зелёных яиц, иногда с красновато-коричневыми или серыми крапинками. Насиживает кладку только самка в течение примерно 14 дней. Птенцов кормят оба родителя, сначала насекомыми, а затем ягодами. Примерно через 23 дня молодые особи покидают гнезда.

## Подвиды и распространение
Выделяют четыре подвида:
- L. c. chalybaeus Hemprich & Ehrenberg, 1828 — регион африканского Сахеля (от Сенегала и Гамбии на восток до Судана)
- L. c. cyaniventris Blyth, 1855 — от Эритреи до северо-Запада Сомали, севера Кении и востока ДР Конго
- L. c. sycobius (Hartlaub, 1859) — от юго-запада Уганды и юга Кении до западного Мозамбика
- L. c. nordmanni (Hartert & Neumann, 1914) — от юга Анголы и севера Намибии до юга Мозамбика и севера ЮАР

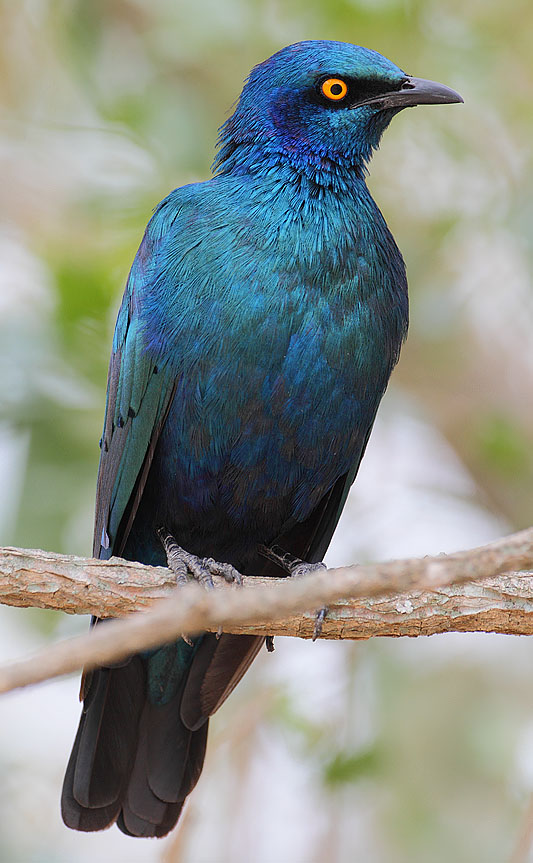
L. c. scyobius
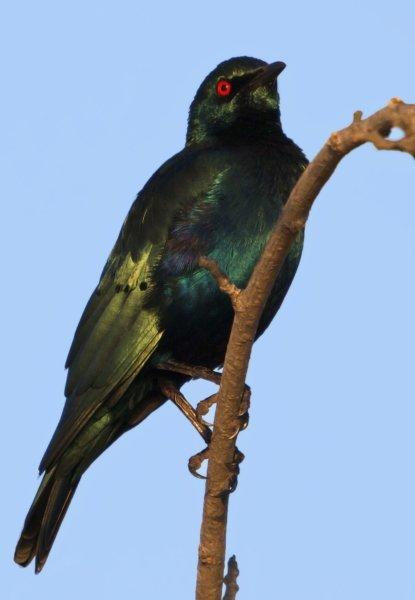
L. c. chalybaeus
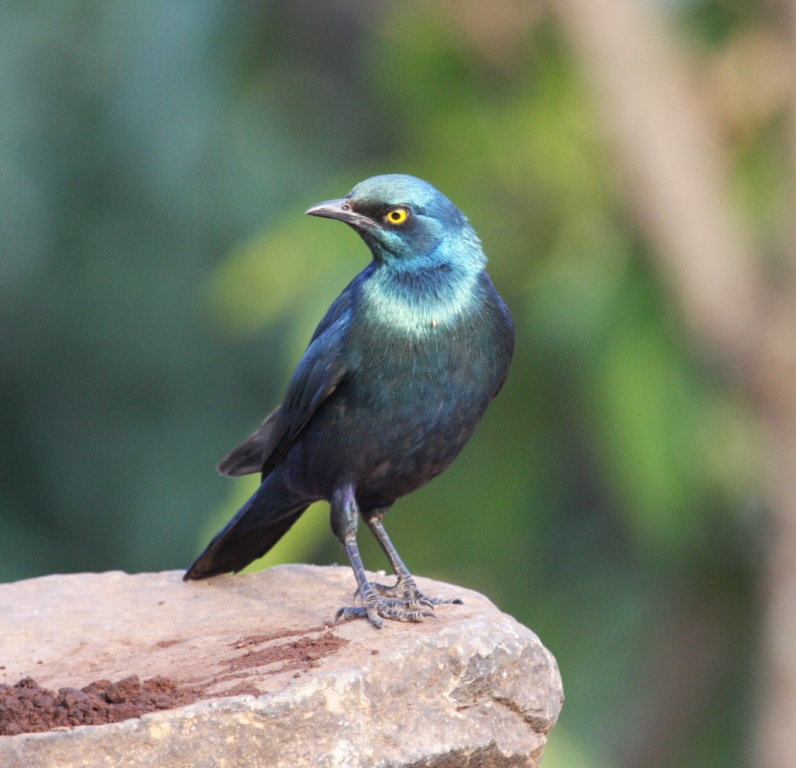
L. c. cyaniventris
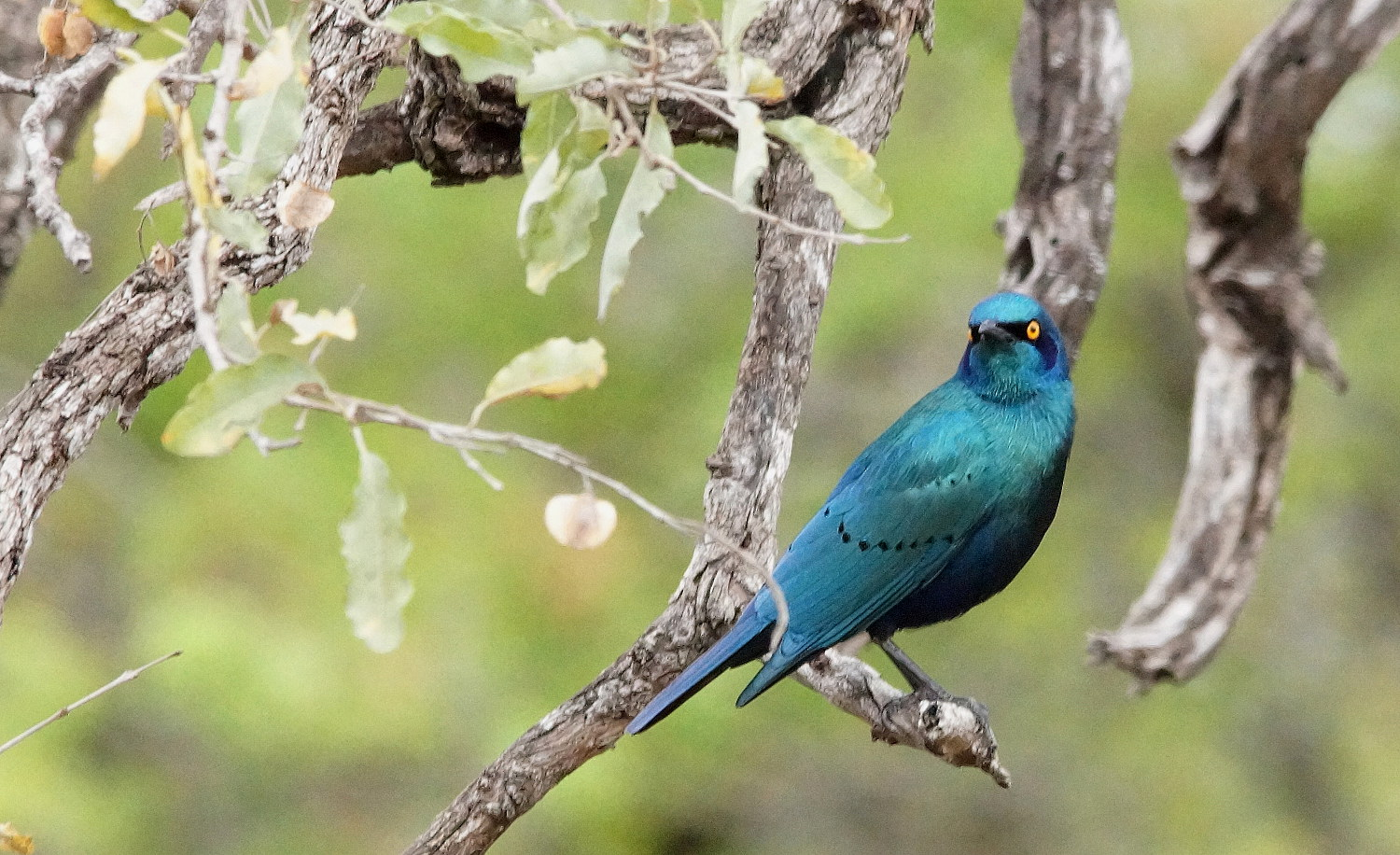
L. c. nordmanni